# 半線馬鮫
半線馬鮫為輻鰭魚綱鱸形目鯖亞目鯖科的其中一種，分布於西太平洋區的澳洲北部及巴布亞紐幾內亞南部海域，棲息深度可達100公尺，本魚腹鰭間的突起小而兩裂，側線逐漸地對於尾柄彎曲下來，泳鰾不存在，身體覆蓋著小鱗片，體側具有約20條垂直的條紋了，背鰭硬棘13-15枚;背鰭軟條19-22枚;臀鰭軟條19-22枚;脊椎骨44-46枚，體長可達120公分，棲息在沿岸礁石或沙底質海域，屬肉食性，以魚類為食，可做為食用魚、遊釣魚，有雪卡魚中毒的報告。

## 擴展閱讀
維基物種上的相關：半線馬鮫